# Pieczęć stanowa Idaho

Pieczęć stanowa Idaho

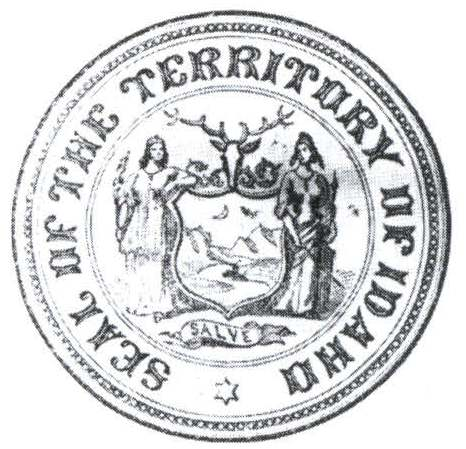
Pieczęć Terytorium Idaho

Pieczęć stanowa Idaho przedstawia kobietę symbolizującą emancypację. Jej atrybuty czapka frygijska i waga – sprawiedliwość. Górnik reprezentuje główny zawód w tym stanie. Rolnik przy orce, rolnictwo, sosna – leśnictwo, a rogi obfitości reprezentują sadownictwo. Głowa wapiti – faunę.
Dewiza stanu Esto perpetua  (pol.  Niech trwa wiecznie).
Pieczęć przyjęta w 1891 roku.